# Exocelina elongatula
Exocelina elongatula är en skalbaggsart som först beskrevs av W. J. Macleay 1871.  Exocelina elongatula ingår i släktet Exocelina och familjen dykare. Inga underarter finns listade i Catalogue of Life.